# Лужки (Курская область)
Лужки́ — упразднённое село, существовавшее на территории современного Железногорского района Курской области до 1990-х годов. В советское время входило в состав Курбакинского сельсовета.

## География
Располагалось по обоим берегам реки Черни, притока Свапы. Как писали дореволюционные источники, местность около села была нездоровая, болотистая.

## Этимология
Получило название из-за множества заливных лугов, располагавшихся поблизости, в пойме реки Чернь.

## История
В XVII веке крестьяне Лужков и соседних селений принадлежали московскому Даниловому монастырю. Вплоть до начала XX века местные жители называли именовали себя «монастырскими», а здешнюю местность — «монастырщиной». Расположение на тогдашней окраине Московского государства, а также непроходимые леса привлекали в эти места недовольных гражданскими и церковными порядками в столице, а также преступников, укрывавшихся от правосудия. Сюда во 2-й половине XVII века, после церковного раскола, бежало множество старообрядцев, сохранявших свою общину вплоть до советского времени.
Упоминается в 1678 году в составе Речицкого стана Кромского уезда Севского разряда. В начале XVIII века здесь был построен храм Покрова Пресвятой Богородицы, известный чтимой иконой во имя святителя Тихона Амафунтского, явившейся, по преданию, на колодце близ села. К этому месту совершался крестный ход. При церкви издревле действовал небольшой базарчик. В приход Покровского храма, помимо Лужков, входили соседние деревни Панино и Пасерково. В XVII—XVIII веках Лужки входили в состав Кромского уезда, располагаясь в его юго-западной части. С 1782 года село вошло в состав новообразованного Дмитровского уезда. После секуляризации церковных земель при Екатерине II в 1764 году монастырские крестьяне Лужков были переведены в категорию экономических крестьян.
В 1795 году в Лужках было проведено генеральное межевание, по результатам которого часть земли (396 десятин), ранее принадлежавшей обществу экономических крестьян села, была передана во владение помещику секунд-майору Дмитрию Фёдоровичу Кошелеву. Новый владелец постановил переселить 21 крестьянскую семью со своей территории в деревни Волково, Пасерково и Рясник. Однако местные жители воспротивились этому решению и указание исполнять не стали. В результате развязалась судебная тяжба, завершившаяся только в 1798 году окончательным переселением экономических крестьян с территории помещиков Кошелевых.
В 1866 году в бывшем владельческом селе Лужки было 90 дворов, проживало 655 человек (309 мужского пола и 349 женского), действовали 10 маслобоен и мельница. К 1877 году число дворов увеличилось до 96, число жителей — до 727 человек. К этому времени в Лужках уже действовала школа, а 16 июня проводилась ежегодная ярмарка. В 1861—1927 годах село входило в состав Волковской волости Дмитровского уезда Орловской губернии. В 1897 году здесь проживало 852 человека (364 мужского пола и 488 женского). 
В 1905 году в селе проживало 870 человек (387 мужского пола и 483 женского), из которых 64 мужчины и 96 женщин были старообрядцами новопоморческого течения. Лужковские старообрядцы хоронили умерших на отдельном кладбище и имели свою особую молельню, хозяином которой по состоянию на 1905 год был Стефан Андреевич Шмуров, 74-х лет. С. А. Шмуров почитался духовным отцом и пользовался большим авторитетом у старообрядцев не только Лужков, но и соседних селений: Волкова, Волковой Слободки, Пасеркова и Рясника. Он считался «великим ревнителем древнего благочестия, человеком, опытным в духовной жизни, и сильным в Священном Писании». Однако, по свидетельствам православных односельчан, Шмуров не отличался строгой трезвостью: однажды он заложил на выпивку иконы из своей молельни, которую содержал, несмотря на свой материальный достаток (10 десятин собственной земли), «в крайнем убожестве и небрежении». Она помещалась в маленькой, низкой и грязной хатке на задворках. В ней, около самой божницы, стояла постель, на полу была разбросана солома и стояли горшки.

### Советское время
С приходом советской власти в Лужках был создан сельсовет. В 1926 году в селе было 164 хозяйства (в т.ч. 161 крестьянского типа), проживало 858 человек (383 мужского пола и 475 женского), действовала школа 1-й ступени, пункт ликвидации неграмотности, красный уголок, кооперативное торговое заведение III разряда, частное торговое заведение III разряда. В то время Лужки были административным центром Лужковского сельсовета Волковской волости Дмитровского уезда. Позднее Лужковский сельсовет был упразднён и село вошло в состав Курбакинского сельсовета. С 1928 года в составе Михайловского (ныне Железногорского) района. В 1929 году, в ходе коллективизации, был организован колхоз имени Ильича в который начали вступать крестьянские хозяйства с. Лужки, д. Курбакино, д. Панино, д. Толчёное, п. Медовый, п. Михайловский. Однако ведение хозяйства в такой крупной артели было признано неэффективным и уже в марте 1930 года она была разделена на несколько небольших колхозов. Лужковский колхоз при этом получил название «Новый быт». В 1937 году в Лужках было 143 двора. 
Во время Великой Отечественной войны, с октября 1941 года по февраль 1943 года, село находилось в зоне немецко-фашистской оккупации. 
В послевоенное время лужковский колхоз носил имя Карла Маркса. В 1951—1972 годах его председателем был Александр Григорьевич Калюкин (1916—1972). В первые же месяцы руководства хозяйством А. Г. Калюкин назначил на все ответственные должности талантливых руководителей. Бригадиром 1-й полеводческой бригады был назначен А. М. Казюхин, бригадиром 2-й — А. А. Евдокимов. Под руководством А. Г. Калюкина началось освоение земель около Лужков, которые веками считались бросовыми и почти не обрабатывались, т.к. были заболочены. После надлежащей подготовки на этих землях была посеяна конопля. В первый же год был получен большой урожай этой дорогой технической культуры. Колхоз имени Карла Маркса получил большой доход, а коноплеводов хозяйства стали приглашать на сельскохозяйственные выставки области и СССР. В течение 5 лет колхоз участвовал в Выставке достижений народного хозяйства в Москве. В 1954 году прибыль артели составила 3 миллиона рублей, из которых 2 миллиона принесло выращивание конопли. Особенно прославилось в 1950-е годы коноплеводческое звено Поликарпа Петровича Горбачёва. Вырученные средства вкладывались в животноводство: строились новые фермы, улучшались корма, внедрялось новое оборудование. Колхоз построил две конюшни, два коровника, телятник, два свинарника, овчарню, пять зернохранилищ, водяную мельницу, завершил строительство электростанции. В коровниках установили автопоилки, оборудовали подвесные дороги, приобрели электродоильные агрегаты, кормозапарник. Уже в 1955 году результаты дали знать о себе: сразу пять доярок Лужковской МТФ вошли в число 15 лучших в районе, надоив за год более 3000 кг молока от каждой коровы. А Пелагея Семина перекрыла 4-тысячный рубеж, и ей было присвоено звание «Лучшая доярка Курской области», вручена Почетная грамота обкома КПСС. Помимо этого, были приобретены 12 автомашин, 5 тракторов, необходимый сельхозинвентарь. В 1950-е годы в селе был построен двухэтажный Дом культуры с колоннами, на 500 мест. В то время в колхозе имени Карла Маркса был большой сад, действовали ферма чёрнобурых лисиц и кирпичный завод. В 1957 году, когда строились первые здания в Железногорске, кирпич брали из Лужков. В то же время началось освоение месторождения железной руды, располагавшегося недалеко от села. 
В 1965 году лужковский колхоз имени Карла Маркса был переименован в «Ленинское Знамя». В 1970—1973 годах его председателем был Сергей Иванович Бурков. К началу 1970-х годов Лужки оказались зажатыми между отвалами карьера, железной дорогой, предприятиями Михайловского ГОКа. В середине 1973 года в связи с отводом земель под карьер Михайловского ГОКа Курбакинский сельсовет был упразднён, Лужки были переданы в состав Андросовского сельсовета. В том же году колхоз «Ленинское Знамя» был присоединён к артели «Восход» с центром в селе Андросово. 20 апреля 1992 года село было передано из Андросовского сельсовета в состав Железногорского горсовета. В 1990-е годы было окончательно расселено.

## Храм Покрова Пресвятой Богородицы
В 1865 году в церкви служил священник Михаил Николаевский.

## Население
| Годы      | 1866 | 1877 | 1897 | 1905 | 1926 | 1979 |
| --------- | ---- | ---- | ---- | ---- | ---- | ---- |
| Население | 655  | 727  | 852  | 870  | 858  | 365  |